# 1949년 3월 시리아 쿠데타
1949년 3월 시리아 쿠데타는 3월 29일에서 30일 사이에 발생한 무혈 쿠데타로 민주적으로 선출된 시리아 정부를 무너뜨린 현대 시리아 역사상 최초의 군사 쿠데타이다. 이 쿠데타는 1949년 4월 11일 시리아의 대통령이 되는 시리아 육군의 총참모장 후스니 알자임이 주도했다. 알자임의 쿠데타를 도운 장교들 중 하나인 사미 알히나위와 아디브 시샤클리도 나중에 순차적으로 시리아의 군 지도자가 된다. 쿠데타 당시 시리아의 대통령이었던 슈크리 알콰틀리는 당시 시리아 육군을 위한 무기 구매의 열약한 상황과 미약한 리더십으로 비판받고 있었다. 쿠데타로 알콰틀리는 잠시 투옥되었다가 풀러나 이집트로 망명했다. 당시 시리아의 입법부였던 시리아 의회도 해산되었다. 알자임은 쿠데타 이후 무니르 알리아니와 같은 여러 시리아 내 정치 지도자들을 공화국 전복 음모를 꾸몄다고 투옥시켰다.

## 쿠데타
시리아 주재 영국 주재무관에 따르면 알자임은 2년 전인 1947년 3월부터 쿠데타를 계획하기 시작했다. 1949년 3월 29일 알자임 참모총장은 쿠데타 시기 각자가 맡을 역할에 대한 지침을 고위 장교 4명에게 보냈고, 장교들은 자정까지 기다렸다가 지침을 보며 그전까지는 완전히 비밀로 할 것을 요구했다. 3월 30일 새벽 2시 30분에 시작된 쿠데타는 "정부 장관 경호원 3명이 사망한 것 이외"에는 사상자가 전혀 없이 쿠데타가 성공해 스스로 "시리아 군부 군사 계획의 걸작"이라 평가했다."위궤양과 심장 질환"을 앓고 있던 알콰틀리는 다마스쿠스를 급습한 6개 군부대 중 하나에게 병원에서 체포당했고, 정부 건물도 순차적으로 점령당했다. 새벽에는 시리아 정부 교체를 알리는 알자임의 선언이 시리아 라디오 방송국에 송출되었다.

## 정치적 맥락과 미국의 지원 의혹
쿠데타 당시 제임스 허그 켈리 주니어가 이끄는 시리아 주재 미국 공사관과 미국 중앙정보국(CIA)이 쿠데타를 기획했다는 "매우 논란이 많은" 주장이 있다. 당시 미국의 군사부관이자 CIA의 위장 장교였던 스테판 미드는 쿠데타가 일어나기 수 주 전부터 알자임 대령과 친밀하게 지냈으며 알자임의 짧은 집권기간 "주요 서방계 측근"으로 알려지면서 CIA의 다마스쿠스 지부장이었던 마일즈 코펄런드 주니어와 함께 "쿠데타의 설계자"라는 주장이 나왔다. 이후 코펄런드는 "시리아, 이란, 이집트 등 여러 국가의 CIA 작전에 대한 매우 상세한 설명"을 담은 책을 여러 권 저술했는데, 이는 "지금까지 전직 미군 정보장교가 저술해 출간된 책 중 가장 폭로적인 서술" 중 하나라고 평가받았으나 코펄런드의 회고록은 문학적인 특성이 강했고 여러 과장이 포함되어 있어 그가 묘사했던 여러 사건들의 역사적인 정확성을 가늠하기 어렵다. 또한 코펄런드는 1989년 자신의 자서전 《The Game Player: Confessions of the CIA's Original Political Operative》에서 설명한 시리아 쿠데타 상황이 이전에 발간했던 책인 1969년 저서 《The Game of Nations: The Amorality of Power Politics》의 묘사와 서로 모순된다.
코펄런드는 《The Game of Nations: The Amorality of Power Politics》에서 시리아가 아랍권에서 유럽으로부터 완전한 독립을 이룬 최초의 식민지었으며, 워싱턴은 "미국이 아랍 국가에 민주적 영향력을 행사할 수 있는 능력"의 시험 사례로 시리아를 인식했다고 말했다. 코펄랜드는 CIA가 1947년 7월 시리아 총선을 '경찰화'하러 시도했으나 부패, 족벌주의, 이웃한 이라크와 트란스요르단의 간섭으로 선거가 망쳐졌다고 주장했다. 1948년 아랍-이스라엘 전쟁에서 시리아가 패배하면서 정부 안정도에 의문이 생겨난 알콰틀리 정부의 "미약한 소수정부"가 선거를 통해 탄생하자 켈리와 다른 미국 관료들은 "시리아가 완전히 붕괴 직전 상태"에 놓여 있다고 우려했으며, 이를 틈타 시리아 공산당이나 (시리아 바트당, 시리아 무슬림 형제단과 같은) 급진주의적 세력의 힘이 커질 수 있다고 봤다. 이 때문에 켈리는 "장기적으로 시리아의 민주주의를 보호하기 위해" 군사 쿠데타에 찬성했다고 말했다. 코펄런드는 켈리의 요청에 따라 미드에게 "알자임과 체계적으로 우정을 쌓았고...(중략) 쿠데타 아이디어를 제안했으며 그 방법을 조언하고 토대를 만드는 복잡한 준비과정을 안내했다"고 말했다.
하지만 또 다른 증거에 따르면 알자임은 미국의 자극도 거의 필요하지 않았다는 주장이 있는데, 영국군 주재무관에 따르면 알자임은 1948년 11월 30일 미드를 소개받기 거의 1년 전인 1947년 3월부터 쿠데타를 구상하고 있었다고 말했다. 쿠데타 직전 알자임은 켈리를 포함한 여러 사람들이 포함된 "공산주의자의 암살 대상" 명단을 작성해 서방의 동정을 받으러 했지만 미국 관료들은 회의적이었다. 알자임은 3월 3일과 7일에 미드에게 쿠데타가 일어날 것이라는 사실을 직접 알렸지만, 미국 외에도 알자임은 영국 관료들에게도 비슷한 시기에 쿠데타가 일어날 예정이라는 소식을 알렸다. 또한 알자임은 미드와의 대화에서 토지 개혁을 포함한 시리아의 여러 진보적인 정치계획과 공산주의의 위협에 관해 설명하면서 "시리아 국민을 진보와 민주주의의 길로 이끌 수 있는 유일한 방법은 바로 채찍뿐이다"라고 말했다. 알자임은 영국과는 이라크와 트란스요르단 등 주요 동맹국과 우호적인 관계를 구축하러는 열망을 말하며 다른 어조를 취했다. 1989년 《The Game Player: Confessions of the CIA's Original Political Operative》에서 코펄런드는 알자임의 계획에 대해 미국의 여러 지원에 관한 세부 계획을 공개하면서 미드가 쿠데타 성공을 보장하기 위해 점령해야 하는 몇몇 특정 시설을 파악했다고 주장했다. 하지만 코펄런드는 알자임이 독자적으로 쿠데타 음모를 꾸몄다는 사실도 인정하며 "처음부터 끝까지 후스니의 쇼였다"라고 서술했다.
더글러스 리틀은 조지 C. 맥기 미국 국무부 차관보가 3월달 다마스쿠스를 방문했을 당시 그 목적이 "표면적으로는 팔레스타인 난민 정착을 논의하기 위해서였으나 실제로는 알자임의 미국 지원을 승인하기 위해서였을 가능성이 있다"고 주장했다. 반면 앤드류 래스멜은 이 가설이 "순전히 추측에 불과하다"고 말했다.
당시 시리아에서 미국에게 가장 중요했던 정책적 목표는 시리아 의회에서 보류되어 있던 아라비아 횡단 파이프라인(TApline)의 건설 허용이었다. 쿠데타 이후 알자임 대통령은 5월 16일 '탭라인' 프로젝트를 승인했다.

## 여파

### 이스라엘과의 휴전
1948년 아랍-이스라엘 전쟁을 종식하기 위한 이스라엘과의 휴전 회담은 1949년 4월 시작되었으며 이 당시에는 다른 아랍 국가와의 휴전은 이미 체결된 이후였다. 1949년 7월 20일 시리아는 시리아-이스라엘 휴전 협정을 공식적으로 체결하고 국경에서의 적대 행위가 종식되었다. 협정에 따라 시리아군은 비무장 지대가 된 국제적으로 인정받은 국경 서쪽에서 통제중이던 구 팔레스타인 위임통치령 영토 대부분에서 군대를 철수했다. 1948년 시리아에는 약 3만명의 유대인이 살고 있었다. 쿠데타 이후 알자임 대통령은 시리아 유대인의 이민을 허용했고 5천명의 유대인이 이스라엘로 떠났다.
당시 시리아의 총리 무신 알바라지는 이스라엘과의 양국 간 협상을 수행하고 당시 이스라엘의 총리 다비드 벤구리온과 알자임 대통령과의 정상회담을 논의하는 임무를 맡았다. 회담은 진전을 보였고 1949년 8월 6일 이스라엘 외무부 장관 모셰 샤레트는 알바라지와 연락해 공식적인 평화 회담 날짜도 논의했다.

### 반란
알자임은 시리아 사회민족당(SSNP)의 창립자이자 당시 당수였던 안툰 사데흐를 배신해 장교단 사이에서 반란을 일으켰다. 사데흐는 당시 레바논에 우호적인 정부를 세우겠다고 약속했으나 7월 8일 알자임은 사데흐를 납치해 레바논 정부에게 넘겼고, 레바논은 샤데흐를 반역죄로 재판하고 같은 날 처형했다.

### 이후 쿠데타
알자임은 쿠데타로 대통령직에 올라섰지만, 1949년 8월 14일 사미 알히나위와 여타 SSNP 장교들이 쿠데타를 일으켜 알자임과 알바라지를 즉시 처형하고 하심 알아타시를 대통령에 임명해 알자임의 짧았던 통치 기간이 끝났다. 그해 12월에는 또 다른 쿠데타가 일어나 아디브 시샤클리가 주도해 정권을 사실상 장악했으나 알아타시는 1951년 12월 3일까지 대통령직을 그대로 유지하고 있었다. 1950년 10월 31일에는 무신 알바라지의 사촌이었던 헤르쇼 알바라지에게 알히나위가 살해당했다.

## 같이 보기
- 1954년 시리아 쿠데타
- 1963년 시리아 쿠데타
- 1966년 시리아 쿠데타
- CIA의 시리아 내 활동

## 참고 문헌
- Wilford, Hugh (2013). 《America's Great Game: The CIA's Secret Arabists and the Making of the Modern Middle East》. Basic Books. ISBN 9780465019656.[깨진 링크(과거 내용 찾기)]